# Oliver Price
Oliver „Oli” Price (ur. 25 lipca 1972) – brytyjski kulturysta, model fitness i aktor.

## Kariera
Pochodzi z Leicesteru. Trenował kulturystykę od 16 roku życia. We wrześniu 2010 wygrał w kategorii wagowej superciężkiej, a jego karierę sponsorowała witryna MuscleTalk.co.uk. W październiku 2010 został zwycięzcą zawodów UKBFF British Bodybuilding Championships. Brał udział w 2011 CNP UK Finals. W 2011 ponownie startował w Mistrzostwach Wielkiej Brytanii, awansował do klasy otwartej i zapewnił sobie miejsce jako jeden z najlepszych ponad 100 tys. kulturystów. Z czasem w Londynie został trenerem osobistym, który specjalizuje się w rehabilitacji po urazach.
W 2011 wystąpił jako ochroniarz Anny Nicole w widowisku Anna Nicole-The Opera w Royal Opera House w Londynie. Był dublerem Dave’a Bautisty w roli Draxa w filmie Jamesa Gunna Strażnicy Galaktyki (2014). Grał też superbohatera komiksowego Duke Nukem na światowej trasie promocyjnej gry komputerowej. W filmie fantastycznonautowym Pasożyt (Parasite, 2004) zagrał postaci Gio. W horrorze Mroki duszy (Dark Corners, 2006) wystąpił w roli demonicznego Needletootha i wykonał sceny kaskaderskie. Gościnnie pojawił się w serialach: Beat the Cyborgs (2003) jako Scraper, Rosemary & Thyme (2004) jako Rob Murray i Wikingowie (2020) jako Galan.